# 城山 (相模原市)
城山（しろやま）は、神奈川県相模原市緑区にある山である。標高375m。津久井城山（つくいしろやま）とも呼ばれる。
鎌倉時代に三浦氏によって津久井城が築城され、戦国時代には後北条氏の家臣の居城となった。津久井城は1590年の小田原征伐の際に落城し、その後廃城となった。
現在では、城山ダムによって形成された津久井湖の南側に位置しており、城山から津久井湖にかけての一帯は神奈川県立津久井湖城山公園として整備されている。
相模原市内にはほかに、東京都八王子市とに跨る、標高670.3mの城山（小仏城山（こぼとけしろやま）とも呼ばれる）がある。